# El discóbolo
El Discobólo es un álbum del músico venezolano Oscar D'León. Fue grabado en Puerto Rico y editado en 1982 por la discográfica Top Hits en formato larga duración de vinilo a 33⅓ RPM. El disco produjo el sencillo El derecho de nacer, una de las canciones más conocidas de D'León. Sin embargo, el disco es más recordado por su icónica carátula, la cual presenta a Oscar D'León en la posición de la famosa estatua de Mirón En el libro Cocinando!: Fifty Years of Latin Album Cover Art el autor Pablo Ellicott compara la carátula con otras clásicas de la Salsa diciendo que "en contraste con el glamour de la escena de Nueva York, la súper estrella venezolana Oscar D'León nos entrega al salsero como un atleta olímpico. La figura del deportista siempre ha calado profundo en las minorías como una representación de poder, conocimientos, orgullo y el escape de la pobreza. En este intento de discóbolo de bajo presupuesto, León muestra como su fuerza atlética se compara con su poder para ganar discos de oro."

## Canciones
Lado A
1. Yo quisiera saber (Jesús Martínez) (6:30)
2. Sublime ilusión (Salvador Adams) (6:00)
3. El ángel de mi guarda (Oscar Serfaty) (6:08)

Lado B
1. Enamorado (José Bermúdez, César Fuentes) (5:25)
2. Oye Mima (Sergio González) (5:06)
3. Cuando tu me quieras (Pepe Delgado) (3:15)
4. El derecho de nacer (Flor Morales Ramos) (4:50)

## Créditos
Músicos:
OSCAR D’ LEÓN: Bajo, Güiro, Coros y Voz
ALFREDO “POLLO” GIL: Trompeta y Fudge Horw
CÉSAR FUENTES: Trompeta
ISAÍAS PÉREZ PALMA: Trombón
TARCISIO “NENE” PIÑANGO: Trombón
ENRICO HENRÍQUEZ: Piano
DANIEL SILVA: Bajo
RADAMÉS PIMENTEL: Congas
EDWARD PIMENTEL: Timbales
LUISITO QUINTERO: Bongó y Campana
Arreglos: ALFREDO “POLLO” GIL, “FLACO” BERMÚDEZ y OSCAR D’ LEÓN
Músicos Invitados:
RAFAEL ARAUJO, ÁNGEL LÓPEZ, RAFAEL SILVA, MAURICIO SILVA, CARLOS ESPINOZA, OSCAR MENDOZA, HUNGRÍA ROJAS, OMAR “PESCAITO” VARGAS y HUMBERTO BECERRA